# Bogusław Zych
Bogusław Zych (* 10. prosince 1951 Varšava – 3. dubna 1995 Naprawa, Polsko) byl polský sportovní šermíř, který se specializoval na šerm fleretem. Polsko reprezentoval v sedmdesátých, osmdesátých a devadesátých letech. Na olympijských hrách startoval v roce 1980 a 1988 v soutěži jednotlivců a družstev. V roce 1984 ho připravil o účast na olympijských hrách bojkot. V roce 1991 obsadil třetí místo na mistrovství Evropy v soutěži jednotlivců. S polským družstvem fleretistů vybojoval na olympijských hrách 1980 bronzovou olympijskou medaili a v roce 1978 vybojoval s družstvem titul mistra světa.